# Кабельне телебачення

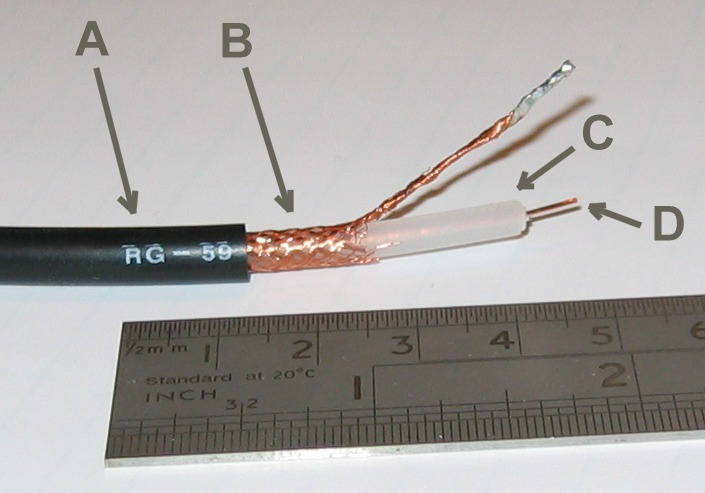
Коаксіальний кабель широко застосовується для передачі телесигналу.
A-зовнішня пластикова оболонка
B-мідне обплетення
C-внутрішній пластиковий ізолятор
D-центральній провідник

Кабельне телебачення (англ. Cable TV, Community Antenna Television, CATV — телебачення із загальною антеною) — вид телебачення (іноді також і радіомовлення), в якій телесигнал розповсюджується за допомогою високочастотних сигналів, які передаються до абонента по кабелю. Крім кабельного є також наземне (Т2) та супутникове телебачення. 
Основою кабельних телемереж є коаксіальний кабель. Успішний розвиток технології оптичної передачі даних призвів до впровадження оптоволокна в мережах кабельного телебачення у вигляді так званих гібридних, або волокно-коаксіальних мереж (англ. HFC — hybrid fibre-coaxial), в яких поєднуються коаксіальні та волоконно-оптичні кабелі. 
Технологія кабельного телебачення успішно освоює цифрові засоби передачі даних, як у традиційному напрямку до клієнтів (DVB — цифрове телебачення), двосторонні (DOCSIS) та інтерактивні.

## Історія створення
Є декілька версій виникнення кабельного телебачення. За одною з версій батьківщиною кабельного телебачення є маленьке шахтарське містечко Маханой-Сіті в американському штаті Пенсільванія. Тут в 1948 р. продавцю телевізорів Джону Уолсону спала на думку ідея передавати телевізійний сигнал по кабелю. 
Маханой-Сіті знаходиться в долині, оточеній з усіх сторін горами, і в 1940-і роки прийом телесигналу за допомогою звичайної антени в місті був неможливий. У 1947 р. Уолсон і його дружина Маргарет стали продавати в своєму маленькому магазині телевізори. Але попитом новий товар не користувався з простої причини: до міста не доходив слабкий сигнал від телевізійної станції у Філадельфії. Рятуючи бізнес, Уолсон встановив на вершині найвищої гори щоглу з телеприймачем, куди і возив потенційних покупців демонструвати телевізори. Через кілька місяців Уолсону (колишньому співробітнику місцевої електричної компанії Pennsylvania Power & Light) спала на думку інша ідея - він простягнув від приймача на горі до свого магазину кабель, яким і йшов телесигнал. Сусіди Уолсона попросили підключити ще й їхні будинки. Так народилося кабельне телебачення і з'явилася на світ перша кабельна мережа в історії - Service Electric Company.
Першою сучасною кабельною системою з підсиленням сигналу вважається мережа Чака Долана Sterling Manhattan Cable. 

## Кабельне телебачення в Україні
В Україні кабельне телебачення надає ряд провайдерів: Volia, «BRIZ [Архівовано 2022-02-10 у Wayback Machine.]», «Тріолан» та «Мережа Ланет [Архівовано 10 лютого 2022 у Wayback Machine.]», які пропонують пакети різної вартості та наповнення, й регулярно їх оновлюють.